# Something for Everybody
Something For Everybody (с англ. — «Кое-что для каждого») — шестой студийный альбом американского певца Элвиса Пресли, вышедший в 1961 году. Первый эксперимент Элвиса с поп-музыкой.

## Об альбоме
На первой стороне пластинки были помещены баллады, на второй — рок-н-роллы; финальная песня «I Slipped, I Stumbled, I Fell» была взята из фильма «Дикарь» (в отличие от альбома она была записана в 1960 году). Альбом занял 1-е место в американском хит-параде.

## Список композиций

### Оригинальная версия (1961)
1. There’s Always Me (2:18)
2. Give Me the Right (2:34)
3. It’s a Sin (2:41)
4. Sentimental Me (2:32)
5. Starting Today (2:06)
6. Gently (2:17)
7. I’m Coming Home (2:22)
8. In Your Arms (1:52)
9. Put the Blame on Me (1:58)
10. Judy (2:13)
11. I Want You With Me (2:14)
12. I Slipped, I Stumbled, I Fell (1:33)

Форматы: грампластинка, компакт-диск

### Расширенная версия (1999)
1. Surrender (1:54)
2. There’s Always Me (2:18)
3. Give Me the Right (2:34)
4. It’s a Sin (2:41)
5. Sentimental Me (2:32)
6. Starting Today (2:06)
7. Gently (2:17)
8. I’m Coming Home (2:22)
9. In Your Arms (1:52)
10. Put the Blame on Me (1:58)
11. Judy (2:13)
12. I Want You With Me (2:14)
13. I Feel So Bad (2:55)
14. (Marie’s the Name) His Latest Flame (2:08)
15. Little Sister (2:32)
16. Good Luck Charm (2:25)
17. Anything That’s Part of You (2:06)
18. I Slipped, I Stumbled, I Fell (1:33)

Форматы: компакт-диск